# Хиазм
Хиа́зм (от др.-греч. χιασμός, глагол χιάζω, chiázō — «уподоблять букве Χ») — риторическая фигура, заключающаяся в крестообразном изменении последовательности элементов в двух параллельных рядах слов (например, фраза К. С. Станиславского «умейте любить искусство в себе, а не себя в искусстве»). Одно из первых кратких описаний хиазма встречается в анонимной «Риторике к Гереннию» (I век до н. э.). Термин «хиазм» появляется позже.

## Типы хиазма
В классификации Э. М. Береговской выделяются три типа хиазма:
1. Синтаксический хиазм, в котором правая часть по своей структуре симметрична левой, повторяя входящие в левую члены предложения в обратном порядке, «делить веселье — все готовы: / никто не хочет грусть делить» (М. Ю. Лермонтов. Одиночество).
2. Семантически осложнённый хиазм, в котором добавляется двойной лексический повтор в инвертируемых элементах и обмен синтаксическими функциями у этих элементов, «самый лучший человек тот, кто живёт преимущественно своими мыслями и чужими чувствами, самый худший сорт человека — который живёт чужими мыслями и своими чувствами» (Л. Н. Толстой).
3. Хиастический каламбур, в котором, кроме этого, можно проследить изменения значения входящих в него слов, «в России две напасти: внизу — власть тьмы, / а наверху — тьма власти» (В. А. Гиляровский).

## Примеры
- «Есть, чтобы жить, а не жить, чтобы есть» (из «Риторики к Гереннию»).
- «Честь нашей части — это часть нашей чести».
- «Мне не нужен рэп — я нужен рэпу». (А. Франк)[источник не указан 950 дней].
- «Лучше с трудом заниматься любовью, чем с любовью заниматься трудом» (М. М. Жванецкий).
- «Кто прольет кровь человеческую, того кровь прольется рукою человека» (Быт. 9:6) (שפך דם האדם באדם דמו ישפך‬) — в русском переводе хиазм утерян, в еврейском тексте начальные буквы слов одной части зеркально отображают другую часть (שדא—אדש‎)[1].
- «Да проповедуют славу царства Твоего, и да повествуют о могуществе Твоём, чтобы дать знать сынам человеческим о могуществе Твоём и о славном величии царства Твоего» (Пс. 144:11, 12)[2].
- «Суббота для человека, а не человек для субботы» (Мк. 2:27).
- «Не спрашивай, что твоя страна может сделать для тебя, — спроси себя, что ты можешь сделать для страны» (из инаугурационного послания президента США Дж. Ф. Кеннеди).
- Шутки советско-американской инверсии.